# Der unheimliche Fremde
Der unheimliche Fremde (Originaltitel: Attention, les enfants regardent) ist ein französisches Filmdrama aus dem Jahr 1978. Der Film basiert auf dem Roman Kinderstunde (Originaltitel: The Children Are Watching) von Laird Koenig und Peter L. Dixon von 1971.

## Handlung
Marlène, Dimitri, Marc und Laetitia, die vier Kinder eines wohlhabenden Filmemacher-Ehepaars, verbringen den Sommer ohne die Eltern, da diese wegen Dreharbeiten in Dublin sind. In ihrer Villa am Meer soll das spanische Kindermädchen Adelita, von den Kindern „Avocados“ genannt, auf sie aufpassen. Die Kinder gehorchen ihr jedoch nicht und verbringen viel Zeit vor dem Fernseher mit Filmen, in denen viel Gewalt zu sehen ist.
Eines Tages am Strand: Adelita ist auf der Luftmatratze eingeschlafen und die Kinder ziehen sie ins Wasser, um ihr einen Streich zu spielen. Die Luftmatratze treibt vom Ufer weg und Adelita, die nicht schwimmen kann, erwacht und gerät in Panik. Sie fällt ins Wasser und trotz der Rettungsversuche von Marlène und Dimitri, den beiden älteren Kindern, ertrinkt sie. Die Kinder schwören sich, niemals über den Todesfall zu sprechen. Ein Mann hat jedoch alles aus der Ferne beobachtet.
Die nun unbeaufsichtigten Kinder tun alles, was sonst verboten ist: Sie ernähren sich ungesund, hinterlassen überall Unordnung, schauen bis in die Nacht fern. Dimitri sieht, wie der fremde Mann sie vom Garten aus beobachtet, und nun bekommen die Kinder Angst und schließen alle Türen ab. Gegenüber Erwachsenen, z. B. der Sekretärin des Vaters oder dem Gärtner, erfinden sie Ausreden, warum ihr Kindermädchen gerade nicht zu sprechen ist. Die Eltern melden sich nur selten per Videobotschaft, die den Kindern auf Kassetten per Post zugeschickt wird.
Als Marc (von den Geschwistern wegen seines Übergewichts "Boule", also "Kugel" genannt) zum Geburtstag einen Kuchen mit Kerzen bekommt, fangen die Gardinen Feuer und Marléne schlägt das Fenster ein. Dimitri verletzt sich dabei am Arm und die Kinder gehen zum Strand, damit er sich vom Bademeister verbinden lassen kann. Gerade in diesem Moment wird die Leiche von Adelita angespült und in der sich versammelnden Menschenmenge steht auch der fremde Mann. Erst jetzt gibt Dimitri seinen Geschwistern gegenüber zu, dass der Mann ihn direkt nach dem Tod von Adelita auf dem Heimweg ansprach und er somit von Anfang an wusste, dass es einen Mitwisser gibt.
In der Nacht dringt der Mann durch das kaputte Fenster ins Haus ein. Er bleibt die folgenden Tage dort, bedroht die Kinder mit einem Revolver aus der Waffensammlung ihres Vaters und übernimmt damit die Herrschaft im Haus. Inzwischen versuchen Polizisten, durch Verteilung von Flugblättern die Identität der Leiche festzustellen. Als sie beim Haus der Kinder klingeln, öffnet der Mann in Verkleidung eines Butlers, worauf die Polizisten hereinfallen.
Der Mann verlangt die Schlüssel für den Wagen ihres Vaters, um am nächsten Morgen damit wegzufahren. Er droht, sie umzubringen, falls sie nicht gehorchen. Die Kinder schmieden einen Plan, um ihm zuvorzukommen: Am Abend will die etwa 13-jährige Marlène, wie sie es in einem Film gesehen hat, ihn mit ihren weiblichen Reizen ablenken, während Dimitri sich von hinten anschleichen und ihn erschießen soll. Der Mann fällt nicht auf Marléne herein, und Dimitri kann ihn mit den ersten zwei Schüssen nur verletzen. Der dritte Schuss trifft den laufenden Fernseher, dessen Glassplitter den Mann noch stärker verletzen. Die Kinder halten ihn für tot; am nächsten Morgen bemerken sie, dass er sich noch ein paar Meter über den Boden geschleppt hatte, bevor er starb. In der nächsten Nacht entledigen sie sich der Leiche: Marléne und Dimitri laden sie in das Auto des Mannes, fahren ans Meer und lassen es von einer hohen Klippe ins Wasser stürzen.
Telefonisch erzählen sie den Eltern, dass Adelita überraschend abgereist sei. Sie engagieren eine Reinigungsfirma, die das Haus wieder in Ordnung bringt, und empfangen strahlend und wohlerzogen ihre heimkehrenden Eltern.

## Produktion
Der von Adel Productions gedrehte Film kam (im Verleih von United Artists) in Frankreich am 12. April 1978 in die Kinos, in Deutschland am 13. Oktober 1978. Die US-Premiere war am 24. April 1979 im Carnegie Hall Cinema in New York. 2021 wird er bei Pidax-Film auf DVD erscheinen.

## Rezeption
„Eine psychologisch nicht hinreichend motivierte Mischung aus Märchen und psychologischer Studie, von der wegen der etwas uneinheitlichen Inszenierung nicht die angestrebte Irritation ausgeht. Diskussionswert ist das zentrale Thema dennoch: die von den Kindern vollzogene Verschmelzung von Fiktion und Wirklichkeit als Reflex auf die Einflußmöglichkeiten von Fernsehen und Fernsehgewalt.“